# (533209) 2014 DR143
2014 DR143 ist ein großes transneptunisches Objekt im Kuipergürtel, das bahndynamisch als neptunbahnkreuzendes Plutino eingestuft wird. Aufgrund seiner Größe gehört der Asteroid möglicherweise zu den Zwergplanetenkandidaten.

## Entdeckung
2014 DR143 wurde am 26. Februar 2014 von einem Astronomenteam, bestehend aus B. Gibson, T. Goggia, N. Primak, A. Schultz und M. Willman, im Rahmen des Pan-STARRS-Projekts mit dem 1,8-m-Ritchey-Chretien-Teleskop (PS1) am Haleakalā-Observatorium (Maui) entdeckt. Die Entdeckung wurde am 17. Juli 2016 bekanntgegeben,
Nach seiner Entdeckung ließ sich 2014 DR143 auf Fotos, die ebenfalls im Rahmen des Pan-STARRS-Programmes gemacht wurden, bis zum 13. März 2011 zurückgehend identifizieren und so seinen Beobachtungszeitraum um drei Jahre verlängern, um so seine Umlaufbahn genauer zu berechnen. Seither wurde der Planetoid durch das Pan-STARRS- und das Cerro Paranal-Teleskop (Chile) beobachtet. Im Dezember 2018 lagen insgesamt 119 Beobachtungen über einen Zeitraum von 8 Jahren vor. Die bisher letzte Beobachtung wurde im April 2018 wiederum am Pan-STARRS-Teleskop durchgeführt. (Stand 25. März 2019)

## Eigenschaften

### Umlaufbahn
2014 DR143 umkreist die Sonne in 246,82 Jahren auf einer elliptischen Umlaufbahn zwischen 27,95 AE und 50,74 AE Abstand zu deren Zentrum. Die Bahnexzentrizität beträgt 0,290, die Bahn ist 10,27° gegenüber der Ekliptik geneigt. Derzeit ist der Planetoid 48,79 AE von der Sonne entfernt. Das Perihel durchlief er das letzte Mal 1925, der nächste Periheldurchlauf dürfte also im Jahre 2172 erfolgen.
Marc Buie (DES) klassifiziert den Planetoiden als Plutino (2:3-Resonanz mit Neptun), während vom Minor Planet Center keine spezifische Einstufung existiert; letzteres führt ihn als Nicht-SDO und allgemein als «Distant Object».

### Größe
Derzeit wird von einem Durchmesser von 329 km ausgegangen, basierend auf einem Rückstrahlvermögen von 8 % und einer absoluten Helligkeit von 5,8 m. Ausgehend von diesem Durchmesser ergibt sich eine Gesamtoberfläche von etwa 340.000 km2.
Da es denkbar ist, dass sich 2014 DR143 aufgrund seiner Größe im hydrostatischen Gleichgewicht befindet und somit weitgehend rund sein könnte, erfüllt er möglicherweise die Kriterien für eine Einstufung als Zwergplanet. Mike Brown geht davon aus, dass es sich bei 2014 DR143 um vielleicht einen Zwergplaneten handelt.
| Jahr                                         | Abmessungen km | Quelle   |
| -------------------------------------------- | -------------- | -------- |
| 2018                                         | 352,0          | Johnston |
| 2018                                         | 329,0          | Brown    |
| Die präziseste Bestimmung ist fett markiert. |                |          |